# Omar Graffigna
Omar Domingo Rubens Graffigna (Carrizales, Santa Fe, 2 de abril de 1926-Buenos Aires, Argentina, 9 de diciembre de 2019) fue un militar argentino perteneciente a la Fuerza Aérea Argentina, que formó parte de la segunda Junta Militar de Gobierno durante la dictadura autodenominada Proceso de Reorganización Nacional, junto a Roberto Viola y Armando Lambruschini. En 1985 fue absuelto en el Juicio a las Juntas donde fue acusado de cometer delitos de lesa humanidad

## Biografía
Nació en Carrizales (Clarke), una localidad ubicada en el departamento Iriondo de la provincia de Santa Fe. Tras culminar con sus estudios de educación secundaria, Omar Graffigna ingresó como cadete de la Escuela de Aviación Militar el 1 de marzo de 1944. El 15 de diciembre de 1947 egresó como alférez del escalafón aire, con orden de mérito 57 sobre un total de 164 cadetes egresados de la promoción 13° de la mencionada institución aeronáutica militar. Entre sus compañeros de promoción se destacan los alféreces Rubén Dante Di Bello, Orlando Ramón Agosti, Miguel Ángel Ossés y Jesús Cappellini.

### Destinos de relevancia
Hacia 1960, mientras se encontraba destinado a prestar servicio en la Dirección General de la Secretaria de Aeronáutica fue promovido a la jerarquía de Vicecomodoro. Seis años después alcanzó el grado de Comodoro estando a cargo del Grupo II de Transporte Aéreo.
En 1970 fue designado agregado aeronáutico y militar en la embajada de la República Argentina en Italia. El Comodoro Omar Domingo Rubens Graffigna regresó a su país en 1972, oportunidad en la que fue destinado a la Escuela de Aviación Militar para desempeñarse como subdirector de la misma hasta el final de ese año.
Tras acceder a la jerarquía de Brigadier el 31 de diciembre de 1972, Omar Graffigna es puesto al frente de la II Brigada Aérea con asiento en la ciudad de Paraná. En diciembre del siguiente año fue trasladado a prestar servicio titular de la Jefatura del Estado Mayor del Comando de Regiones Aéreas.
El 31 de diciembre de 1975 Graffigna fue promovido al grado de Brigadier Mayor y fue nombrado Jefe del Estado Mayor General de la Fuerza Aérea, cargo en el que fungiría hasta su nombramiento como Comandante en Jefe de la Fuerza Aérea Argentina.

### Integrante de la Junta Militar de Gobierno
Graffigna ascendió a brigadier general y asumió como comandante en jefe de la Fuerza Aérea Argentina el jueves 25 de enero de 1979, cuando el brigadier general Orlando Ramón Agosti pasó a retiro.
El 10 de agosto de 1979, Graffigna aprobó el Plan de Satelización, propuesto por el jefe del Área Material Córdoba, brigadier Edgardo Sthal, entre otros oficiales. Esta decisión cambió el rumbo del plan espacial de Argentina ya que en el país imperaba una tendencia de desarrollar tecnología espacial con recursos nacionales a fin de obtener autonomía tecnológica. Por el contrario, la resolución del comandante en jefe permitió la adquisición de tecnología en el extranjero.
El Brigadier General Omar Graffigna nombró una comisión para realizar un estudio teórico sobre la posibilidad de poner una bomba atómica en el misil Cóndor, por entonces en desarrollo.
Según un informe relevado de secreto oficial de la Agencia Central de Inteligencia (CIA) de Estados Unidos, Omar Graffigna era descrito como un "excelente conversador", a menudo dispuesto a hablar y bien informado sobre muchos temas. Hablaba italiano y un nivel intermedio de inglés. En lo que atañe a sus características como militar, se lo describe como un oficial ambicioso y políticamente moderado con un marcado perfil anticomunista y pro-occidental. Como firme defensor del gobierno militar en Argentina, afirmaba que nunca más se iba a permitir la proliferación de la subversión de izquierda en su país. Graffigna era partidario de que los regímenes militares del cono sur de América debían permanecer unidos en los asuntos internacionales que los afectaban. En dicho informe desclasificado se toma nota de que Graffigna ha visitado Chile y mantienía bastante buenas relaciones con la Fuerza Aérea del país trasandino; también se menciona que propiciaba una solución rápida de la disputa del Canal Beagle entre los dos países.
También, en el perfil que la CIA elaboró sobre el Brigadier General Graffigna, se lo describe como innovador, resolutivo y un excelente organizador que a la hora de la toma de decisiones relevantes, solía considerar las opiniones de sus subordinados, quienes le eran ferozmente leales. Era percibido como un militar abocado a su profesión y muy respetado por sus compañeros oficiales.
El 17 de diciembre de 1981, Omar Graffigna pasó a retiro y nombró como titular de la Fuerza Aérea Argentina al brigadier mayor Basilio Arturo Ignacio Lami Dozo, quien asumió ese mismo día e inmediatamente fue ascendido a brigadier general.

### Enjuiciamiento
En 1985, fue enjuiciado por haber integrado una de las Juntas y fue absuelto de los delitos de homicidio calificado, privación ilegítima de la libertad; tormentos, reducción a servidumbre, encubrimiento, usurpación y falsedad ideológica que le imputaba el fiscal.
En 2003, la justicia española solicitó la extradición del brigadier general (R) Graffigna para ser juzgado en España por crímenes contra la humanidad causados durante la dictadura autodenominada Proceso de Reorganización Nacional. [cita requerida] En 1999 Baltasar Garzón, juez de la Audiencia Nacional de España ordenó la busca y captura de cuarenta y ocho militares y policías argentinos procesados por genocidio, terrorismo y tortura ejercidos entre 1976-1983, siendo Rubens Graffigna uno de los buscados. El 29 de agosto de 2003 el Consejo de Ministros del gobierno de José María Aznar decidió no continuar con el procedimiento de extadición y se dictó un auto del Juez Garzón para mantener la prisión:

Así, si la causa que ha motivado al Gobierno español a no continuar, de momento, la petición de extradición, es la existencia de sendas decisiones parlamentarias (Congreso y Senado argentinos), por las que se han anulado las Leyes de Debida Obediencia y Punto Final, lo primero que deberá de constatarse, ante el Juez Competente en la Extradición es si efectivamente estas decisiones al día de hoy, permiten la investigación y el enjuiciamiento de las personas a las que se refiere la demanda en Argentina, o si por el contrario tal investigación y enjuiciamiento no es viable.
Baltasar Garzón magistrado juez del Juzgado Central de Instrucción Número cinco Audiencia Nacional.

Posteriormente el Tribunal Supremo dictó mediante sentencia  del 31 de mayo de 2005:

Ha lugar a los recursos acumulados números 241 y 242/2003, interpuestos por la representación legal de D.ª Graciela Palacios de Lois y de Iniciativa por Cataluña e Izquierda Unida contra el Acuerdo del Consejo de Ministros de veintinueve de agosto de dos mil tres que decidió "no continuar los procedimientos de extradición activa propuestos, solicitando a las Autoridades de la República Argentina que pongan en conocimiento de esta Parte la culminación del procedimiento administrativo y judicial en curso, manteniendo hasta entonces la situación de estas personas a disposición efectiva de la Justicia", Acuerdo que anulamos por no ser conforme a Derecho, y en consecuencia declaramos que el Consejo de Ministros, previa comprobación de que la solicitud de extradición que fue emitida por el Juzgado Central de Instrucción núm. 5 reunía las condiciones legalmente exigidas, debe cursar la misma por vía diplomática al Gobierno de Argentina para que tramitada la petición conforme a su Derecho interno comunique al Gobierno de España por igual vía su decisión respecto a la extradición, y todo ello sin expresa imposición de costas.
Santiago Martínez-Vares García, Magistrado Ponente Sala Tercera del Tribunal Supremo

### Causa RIBA
En 2013 fue detenido y procesado por su participación en la desaparición forzada de José Manuel Pérez Rojo y Patricia Julia Roisinblit —hija de Rosa Tarlovsky de Roisinblit, vicepresidenta Abuela de Plaza de Mayo— quienes permanecieron detenidos-desaparecidos en la Regional de Inteligencia Buenos Aires (RIBA), dependiente de la Jefatura II de Inteligencia de la Fuerza Aérea Argentina. Graffigna, en el momento del secuestro de la pareja —6 de octubre de 1978—, se desempeñaba como jefe del Estado Mayor General de la Fuerza Aérea, con superioridad jerárquica sobre el fallecido brigadier mayor Francisco Salinas, a cargo de la Jefatura de Inteligencia al momento de la comisión de los delitos.

### Condena
En 2016, el Tribunal Oral 5 de San Martín lo condenó a veinticinco años de prisión por los secuestros de Patricia Roisinblit y José Manuel Pérez Rojo.
El 27 de diciembre de 2018 fue condenado a quince años de prisión por los delitos cometidos en el centro clandestino de detención conocido como «Virrey Cevallos».

## Fallecimiento
Omar Domingo Rubens Graffigna falleció el 9 de diciembre de 2019 a los noventa y tres años.
Estaba casado con la señora Ilda Beatriz Vargas, con quien tuvo dos hijos (Marcelo y Alberto) y una hija (Silvia).